# مستيكال
مايكل لورانس تايلر (22 سبتمبر 1970)، المعروف بأسم ميستيكال أو Mystikal هو مغني راب وهيب هوب وممثل ولد في نيوأورلينز، حصل على جائزة غرامي لأفضل ألبوم راب لعام 2003.
اشتهر ميستيكال في فترة التسعينيات مع مساعدة مغني الراب سنوب دوغومن أشهر اغانيه Danger، يعد ميستيكال من أفضل مغني الراب
تم سجن ميستيكال في عام 2000 بتهمة التحرش وتم الإفراج عنه في عام 2003 وبعدها فكر في التمثيل فمثل في فيلم 13 رجلا ميتا

## روابط خارجية
- مستيكال على موقع IMDb (الإنجليزية)
- مستيكال على موقع ميوزك برينز (الإنجليزية)
- مستيكال على موقع إن إن دي بي (الإنجليزية)
- مستيكال على موقع أول ميوزيك (الإنجليزية)
- مستيكال على موقع ديسكوغز (الإنجليزية)
- مستيكال على موقع ديسكوغز (الإنجليزية)
- مستيكال على موقع قاعدة بيانات الفيلم (الإنجليزية)